# Mary Engle Pennington
Mary Engle Pennington   (Nashville, 8 d'octubre de 1872 - Nova York, 27 de desembre de 1952) va ser una química bacteriològica estatunidenca i enginyera de refrigeració.

## Educació i primers anys
Mary Engle Pennington va néixer en Nashville, Tennessee; els seus pares eren Henry i Sarah B. (Malony) Pennington. Poc després del seu naixement, els seus pares es van traslladar a Filadèlfia, Pennsilvània, per estar més a prop dels parents de Sarah Pennington. Mary Pennington va demostrar un interès primerenc en la química. Va entrar a la Universitat de Pennsilvània el 1890 i va completar els requisits per un Grau de B.S. (Bachelor of Science) en química que va complementar amb botànica i zoologia el 1892. Tanmateix, com a la Universitat de Pennsilvània no es concedien graus a dones en aquell moment, se li va donar un certificat de competència en comptes d'un grau.
Pennington va rebre el seu Ph.D. De la Universitat de Pennsilvània el 1895, i va ser universitaria en botànica el 1895–96. Va ser estudiant de química fisiològica a Yale el període 1897-99, on va fer investigacions en química fisiològica amb Mendel. El 1898, va acceptar un lloc al Women's Medical College de Pensilvania com a directora del seu laboratori clínic. També va exercir com a investigadora al departament d'higiene de la Universitat de Pennsilvània entre 1898 i 1901, i va ser bacteriòloga de l'Oficina de Salut de Filadèlfia. Mentre estava a l'Oficina de Salut, va contribuir a millorar els estàndards de sanejament per a la manipulació de llet i productes lactis.

## Associació amb el Departament d'Agricultura dels EUA
El 1905, Pennington va començar treballar pel Departament d'Agricultura dels EUA com a química bacteriològica. El seu director a l'Agència de Química, Harvey W. Wiley, la va animar per sol·licitar una plaça com a cap del recetment creat Laboratori de Recerca Alimentària, el qual es va crear per aplicar la Llei de Puresa d'Aliments i Medicaments de 1906. Va acceptar la plaça el 1907. Un dels seus principals èxits va ser el desenvolupament d'estàndards per al processament segur de gallines criades per al consum humà. També va exercir com a responsable d'una investigació sobre el disseny de taquilles refrigerades i va servir a l'administració d'aliments de guerra d'Herbert Hoover durant la Primera Guerra Mundial.

## Enginyera de refrigeració i consultora
La implicació de Pennington amb el disseny de la caixa refrigerada al Food Research Laboratory va provocar un interès en tot el procés de transport i emmagatzematge d'aliments peribles, incloent-hi el transport refrigerat i la refrigeració domèstica. Durant el seu temps amb el laboratori, Pennington i Howard Castner Pierce van ser guardonats amb una patent dels Estats Units per a un bastidor per a la refrigeració i classificació d'aviram, conills i caça. El 1919, Pennington va acceptar una plaça en una empresa privada, American Balsa, que fabricava aïllament per a les unitats de refrigeració. Va deixar la firma el 1922 per iniciar el seu propi negoci de consultoria, que va dirigir fins a la seva jubilació el 1952. El 1923 va fundar el l'Oficina de refrigeració domèstica per educar els consumidors en pràctiques segures en refrigeració a la llar. Bona part del seu treball durant la dècada de 1920 va comptar amb el suport de l'Associació Nacional d'Indústries de Gel (NAII), una associació de fabricants i distribuïdors independents que lliuraven gel a la llar per utilitzar-lo en caixes de gel, abans de la disponibilitat generalitzada de refrigeradors elèctrics. Amb el suport de la NAII, va publicar fulletons sobre la seguretat alimentària a la llar, inclosos The Care of the Child's Food in the Home (1925) i Cold is the Absence of Heat (1927).

## Publicacions i afiliacions
Va contribuir a moltes revistes científiques i mèdiques i va ser membre de la Societat Química Americana i la Societat de Químics Biològics. Va ser membre de l'Associació americana per l'Avenç de Ciència, i un membre de la Philadelphia Pathological Society, Sigma XI, i de la sororitat Kappa Gamma.

## Premis
Mary Engle Pennington va rebre la Medalla Garvan-Olin el premi més alt donat a dones en la Societat Química americana. També és una impulsora tant del National Women's Hall of Fame com del Saló de la Fama de la American Society of Heating, Refrigerating and Air-Conditioning Engineers (ASHRA). El 2018 va ser incorporada al National Inventors Hall of Fame.